# Widerøefjellet
Widerøefjellet ist ein wuchtiger, 3180 m hoher Berg im ostantarktischen Königin-Maud-Land. Er ragt zwischen den Bergen Walnumfjella und Nils Larsenfjellet im Gebirge Sør Rondane auf.
Norwegische Kartografen kartierten den Berg 1946 anhand von Luftaufnahmen, die bei der Lars-Christensen-Expedition 1936/37 erstellt worden waren. Namensgeber ist Viggo Widerøe (1904–2002), Pilot bei dieser Expedition. Eine weitere Kartierung durch norwegische Kartografen erfolgte 1957 anhand von Luftaufnahmen, die von der US-amerikanischen Operation Highjump (1946–1947) stammten.